# كريس كين (موسيقي)
كريس كين (بالإنجليزية: Chris Cain)‏ هو موسيقي أمريكي، ولد في 1 سبتمبر 1977.

## وصلات خارجية
- كريس كين على موقع IMDb (الإنجليزية)